# أطلايا (بيرو)
اطلايا، بيرو (بالإنجليزية: Atalaya, Ucayali)‏ هي مدينة، تتبع Raimondi District ‏، وإقليم أوكايالي، هي عاصمة Raimondi District ‏، وAtalaya province ‏.